# Mike Mullane
Richard Michael „Mike“ Mullane (* 10. September 1945 in Wichita Falls, Bundesstaat Texas, USA) ist ein ehemaliger US-amerikanischer Astronaut.
Mullane erhielt 1967 einen Bachelor in Militärtechnik von der Westpoint-Militärakademie und 1975 einen Master in Luftfahrttechnik vom Air Force Institute of Technology.
Von Januar bis November 1969 absolvierte Mullane 150 Kampfeinsätze als Phantom-4C-Waffensystemoffizier in Vietnam. Nach einer vierjährigen Stationierung im Vereinigten Königreich wurde er nach einer entsprechenden Ausbildung als Flugzeugtest-Waffensystemoffizier auf der Eglin Air Force Base in Florida eingesetzt.

## Astronautentätigkeit
Im Januar 1978 wurde Mullane von der NASA als Astronautenanwärter ausgewählt.

### STS-41-D
Bei seinem ersten Raumflug war Mullane Missionsspezialist auf dem Jungfernflug der Raumfähre Discovery am 30. August 1984. Außer dem Kommandant waren er und die anderen vier Besatzungsmitglieder allesamt Weltraumneulinge. Während der sechstägigen Mission wurden die drei Satelliten SBS-D, SYNCOM IV-2 (auch bekannt als LEASAT 2) und Telstar 3-C ausgesetzt. Außerdem wurden das OAST-1-Solarzellenexperiment und das Experiment CFES-III zur Erforschung des Kristallwachstums durchgeführt. Daneben wurden auch Aufnahmen mit einer mitgeführten IMAX-Kamera gemacht. Mit dem Roboterarm des Shuttles mussten während der Mission gefährliche Eisplatten vom Orbiter entfernt werden.

### STS-62-A
STS-62-A sollte im Juli 1986 als erste Shuttle-Mission vom Space Launch Complex 6 auf der Vandenberg Air Force Base starten. Robert Crippen hätte die Discovery auf der ersten Shuttle-Mission auf einem polaren Orbit für das US-Verteidigungsministerium kommandiert. Die Crew hätte neben Crippen aus Guy Gardner, Dale Gardner, Richard Mullane, Jerry Ross sowie dem Militärastronauten John Watterson (MSE) und dem Politiker Edward Aldridge bestanden. Der Flug wurde abgesagt, nachdem sich das US-Verteidigungsministerium nach dem Challenger-Unglück aus dem Shuttle-Programm zurückzog. Auch später startete kein Shuttle mehr von der Vandenberg Air Force Base.

### STS-27
Am 2. Dezember 1988 startete Mullane mit der Raumfähre Atlantis zur Mission STS-27. Hauptziel dieser Mission war das Aussetzen des militärischen Aufklärungssatelliten Lacrosse 1.

### STS-36
Mullane startete am 28. Februar 1990 mit der Raumfähre Atlantis zum dritten Mal ins All. Es wurde ein geheimer Satellit der US-Luftwaffe in einen niedrigen Orbit ausgesetzt, von wo aus dieser digitale Aufklärungssatellit den größten Teil der Erdoberfläche überwachen sollte.

## Nach der NASA
Nach seinem Ausscheiden aus der NASA und der Air Force im September 1990 machte sich Mullane als professioneller Redner und Schriftsteller selbständig. Sein erster Roman „Red Sky: A Novel of Love, Space, & War“ wurde im Juni 1993 veröffentlicht.

## Bibliografie
- Riding Rockets: The Outrageous Tales of a Space Shuttle Astronaut, Verlag: Charles Scribner’s Sons ISBN 0-7432-7682-5
- Red Sky: A Novel of Love, Space, & War, Verlag: Northwest Publishing ISBN 1-56901-111-7
- Do Your Ears Pop in Space and 500 Other Surprising Questions about Space Travel, Verlag: John Wiley & Sons ISBN 0-471-15404-0
- Liftoff!: An Astronaut’s Dream, Verlag: Silver Burdett Press ISBN 0-382-24664-0

## Privates
Richard Mullane ist verheiratet und hat drei Kinder.